# Palais de la Culture (Tirana)
Le Palais de la Culture (Pallati i kulturës) est un établissement culturel situé à Tirana, capitale et principale agglomération de l'Albanie. Il abrite notamment la Bibliothèque nationale d'Albanie (Biblioteka Kombëtare e Shqipërisë), le théâtre des opéras et des ballets (Teatri i Operas dhe Baletit), un hall d'expositions et des salles de conférences.
La construction de cet imposant complexe s'inspirant de l'esthétique soviétique débute en 1959. La première pierre en est posée par le premier secrétaire du parti communiste soviétique, Nikita Khrouchtchev, en gage d'amitié entre les peuples soviétiques et albanais. Le terrain nécessaire à l'édification du bâtiment est obtenu en rasant une partie du quartier historique du vieux bazar (Pazari i Vjeter), opération urbanistique radicale qui permet également un agrandissement important de la Place Skanderbeg, centre névralgique de la capitale. Les plans initiaux sont réalisés par des architectes soviétiques, mais, à la suite de la rupture des relations entre l'Albanie et l'Union soviétique en 1961, l'édifice est achevé grâce à des aides chinoises, la Chine maoïste étant devenue le nouveau « partenaire privilégié » du régime albanais. Le gros-œuvre est achevé en 1963, et les dernières finitions, en 1966. 
Le résultat est typique du réalisme socialiste. La façade principale, un peu austère, est rythmée par un portique en béton, porté par une série de vingt piliers, interprétation moderniste et « prolétarienne » du classicisme.